# Pekanpää
Pekanpää är en by i Övertorneå kommun, vid Torne älv, cirka 17 km söder om Övertorneå kommuncentrum och 46 km norr om Torneå centrum. I den södra delen av Pekanpää ligger en av Torneås forsar, Vuennonkoski. Idag bor det ungefär 15 personer i Pekanpää året runt.

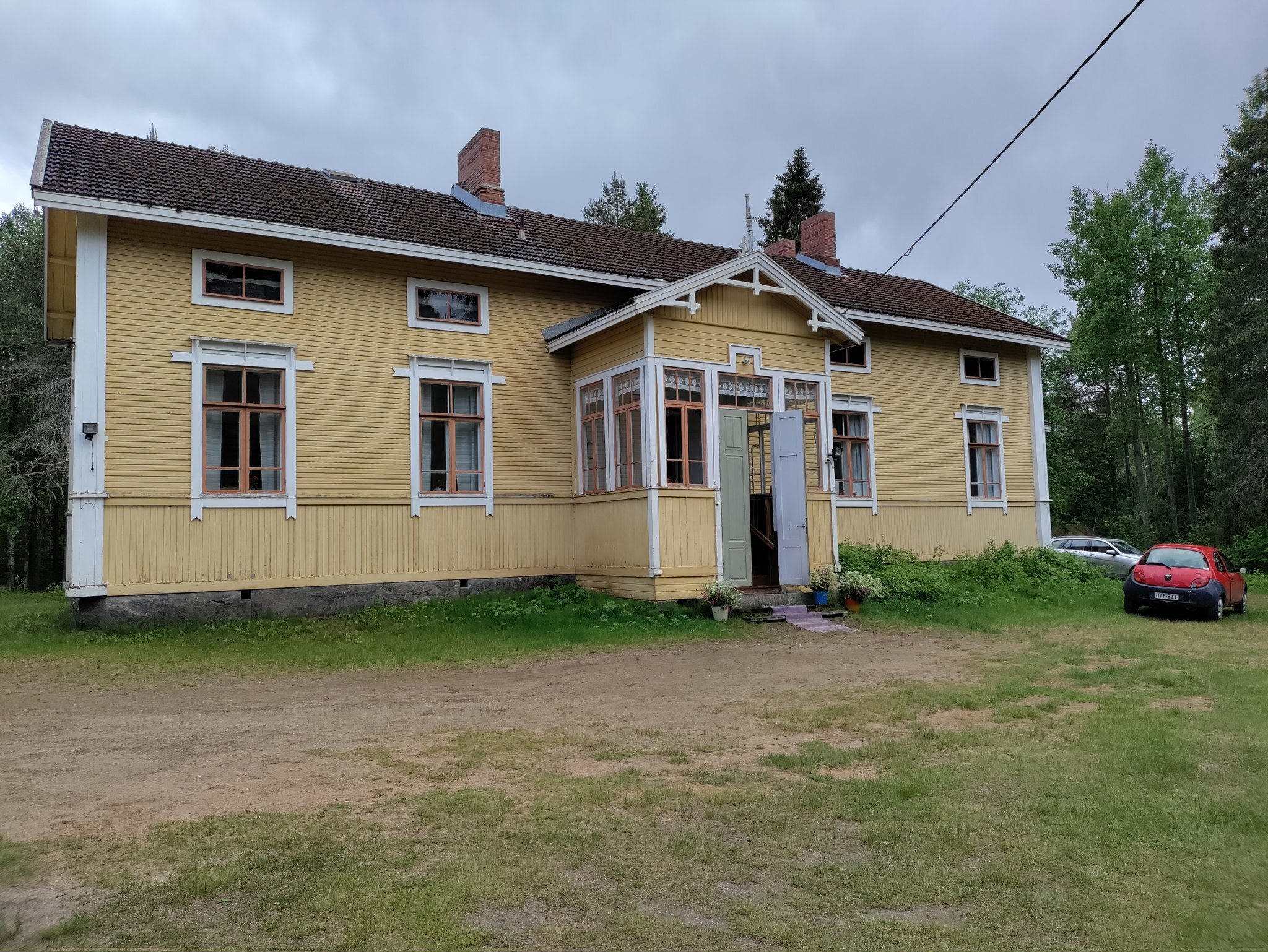
Pekanpää skola fotograferad 20 juni 2022.

Kärnområdet för Tornedalens medeltida bebyggelse har varit området kring Kainuunkylä. Arkeologiska utgrävningar utfördes i Pekanpää-området 1975. Detta resultat av Kannala-utgrävningarna visade att det fanns bosättning i Pekanpää-området för nästan tusen år sedan. Det mest värdefulla föremålet som hittades i utgrävningarna är en kratta, vilket bevisar att jordbruk redan vid den tiden bedrevs. Tornedalen var under förhistorisk tid täckt av havet. Bergarterna i Rousuvaara har bildats som ett resultat av istider.
I slutet av finska kriget 1809 stod Finland under svenskt styre. Gränsförhandlingarna tog länge, eftersom svenskarna skulle ha velat ha Kemi älv som gräns och den dåvarande ryske kejsaren Alexander I Kalixälven som gräns. Det sägs att kejsaren hade födelsedag och därför var han ovillig att backa från sitt ursprungliga krav. Tvisten delades och gränsen blev Torne älv. 

## Naturstig
I Pekanpää finns en naturstig som har gjorts i  Rousuvaraa. Från dess högsta punkt finns utsikt över Sverige. Det finns också en veranda på toppen. Stigen är ca 1,5 km lång. Längs vägen finns 13 skyltar med information om Pekanpääs historia och farans natur i ord och bild. Naturstigen gjordes 1999–2000 på initiativ av Pekanpää bykommitté. Arbetet har utförts av Lapplands NTM-central. Rousuvaara har klassats som naturreservat genom beslut av Övertorneå kommun. 

## Pekanpää plattformsutrustning
I Pekanpää fanns en järnvägsstation byggd 1926, genom vilken både person- och godstrafik passerade. Det fanns en stationsbyggnad som revs samtidigt som persontrafiken (1967) och godstrafiken (1968) lades ned. Intill stationshuset låg ett vattentorn, dit vatten pumpades från Lampisenjärvi. Vid behov var det möjligt att pumpa vatten genom stationsbyggnaden för användning av tåg.